# Кузьменко Сергій Анатолійович
Кузьменко Сергій Анатолійович (нар. 22 січня 1975, Олександрія, Кіровоградська область) — український підприємець, держслужбовець, політик, член Партії регіонів (до 2014 року), народний депутат України сьомого скликання, голова Кіровоградської обласної державної адміністрації (з 16 вересня 2014 року до 11 червня 2019 року). Син бізнесмена і політика Анатолія Кузьменка.

## Життєпис
Сергій Кузьменко народився 22 січня 1975 року в селі Головківка, Олександрійського району Кіровоградської області.
Вищу освіту здобув в Кіровоградському інституті сільськогосподарського машинобудування, який закінчив у 1997 році за спеціальністю «Агрономія», та у Дніпропетровському регіональному інституті державного управління Національної академії державного управління при Президентові України (2011 рік), отримавши ступінь магістра державного управління.
З 1997 року агроном, а у 1997—2000 роках заступник голови правління агрофірми «Головківська» у селі Головківка.
У 2000—2006 роках — комерційний директор Товариства з обмеженою відповідальністю «УкрАгроКом».
Був депутатом Олександрійської районної ради з 2002 по 2012 рік, з липня 2006 по 2010 рік — заступник голови райради.
З 2010 року по 2012 рік — голова Олександрійської районної державної адміністрації.
Був заступником голови обласної державної адміністрації Кіровоградської області з 1 червня 2012 по грудень 2012 року, при голові обласної держадміністрації Сергії Ларіні.
На парламентських виборах 2012 року Сергія Кузьменка було висунуто як кандидата від Партії регіонів у мажоритарному виборчому окрузі № 103 з центром в місті Олександрія. Він виграв вибори, набравши близько 46 % голосів виборців. У Верховній Раді увійшов до складу фракції Партії регіонів.
16 січня 2014 року проголосував у Верховній Раді України за бюджет України та був присутній під час голосування за так звані «диктаторські» закони, але під протоколом Кузьменко свого підпису не поставив. 22 лютого 2014 вийшов з фракції Партії регіонів, а надалі і з самої партії.
16 вересня 2014 року Указом Президента України № 735/2014 призначений головою Кіровоградської обласної державної адміністрації. Це призначення викликало серію мітингів і акцій протесту, серед іншого, Сергія Кузьменка звинувачували у постачанні тітушок для боротьби проти протестувальників у період Євромайдану.
3 квітня 2019 року разом з тодішнім міським головою Знам'янки Сергієм Філіпенко був учасником корупційного скандалу пов'язаного з відкриттям міні-стадіону на подвір'ї Знам'янської загальноосвітньої школи I-III ступенів № 3 гімназії, на будівництво якого було витрачено 1 млн гривень з місцевого бюджету. Відкриття відбулося з урочистим приїздом на подвір'я школи депутатів Кіровоградської обласної та Знам'янської міської ради, та забиттям Кузьменко першого гола, загалом на відкриті було присутньо кілька сотень осіб .
Сергій Кузьменко 15 вересня 2020 року подав документи для реєстрації кандидатом на посаду міського голови Олександрії. А 17 вересня 2020 його зареєстрували кандидатом на посаду міського голови Олександрії. ЦВК офіційно опублікувала відомості про обрання Сергія Кузьменка міським головою Олександрії. За Сергія Кузьменка проголосувало 13 тисяч 314 олександрійців. Це 57,21 % виборців, які взяли участь у голосуванні.

## Бізнес
Батьком Сергія є один з найпотужніших підприємців-аграріїв Кіровоградщини Анатолій Кузьменко, депутат Кіровоградської обласної ради від Народної партії.
Сімейна компанія Кузьменків Товариство з обмеженою відповідальністю «УкрАгроКом» мала у 2000 році п'ять тисяч гектарів сільгоспугідь, в 2012 — понад 65 тисяч гектарів, це землі Олександрійського, Петрівського, Знам'янського, Світловодського та Новоукраїнського районів Кіровоградської області.
Родинна фірма Кузьменків має елеватори, займається виробництвом м'ясо-молочної продукції, цукру (Олександрійський цукровий завод входить до п'ятірки провідних в Україні). Реалізується будівництво молочнотоварного комплексу «Петриківське молоко». Запланована потужність становить 70 тонн молока на день (5 тисяч голів великої рогатої худоби). Загальна сума інвестицій комплексу — близько тридцяти мільйонів доларів.
Паралельно здійснюється будівництво «Світловодського річкового термінала» — проєкт реалізує група агрокомпаній «УкрАгроКом» та «Гермес-Трейдинг». Вартість спорудження елеваторного комплексу місткістю 94 тисячі тонн зерна становить 160 мільйонів гривень.

### Футбол

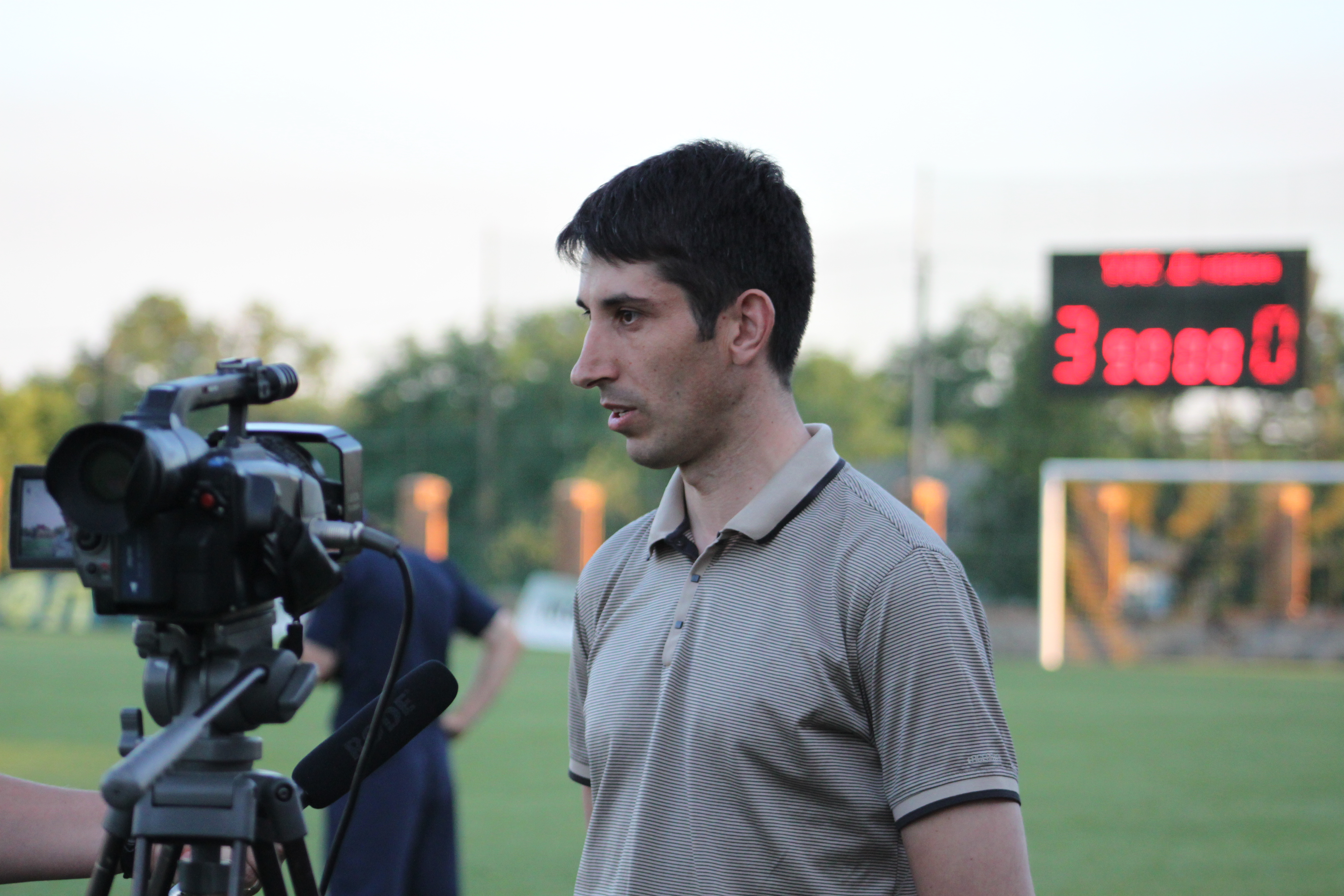
Інтерв'ю Сергія Кузьменка після першого матчу ПФК «УкрАгроКом» у чемпіонаті другої ліги ПФЛ, 23 липня 2011 року

З 2010 року по липень 2012 року — почесний президент Професіонального футбольного клубу «УкрАгроКом» .
В січні 2013 року Сергій Кузьменко придбав футбольний клуб ПФК «Олександрія».
З січня 2013 року  — президент Професіонального футбольного клубу «Олександрія».
Після сезону 2013/2014 Сергій Кузьменко об'єднав ПФК «УкрАгроКом» з ПФК «Олександрія», на базі яких виник ФК «Олександрія» .

## Благодійність
У вересні 2014 року Сергій Кузьменко профінансував участь команди з армліфтингу з Олександрії в «чемпіонаті світу з армліфтингу» що відбувся в окупованому Росією Криму.
Кузьменко допомагає клубу кіокушинкай карате «Спарта-17» та спортивному клубу «Європа-крос» з міста Олександрії.
Щороку в травні до Дня міста Олександрії під патронатом Сергія Кузьменка на спортивній автомототрасі «Вербова Лоза» проходять гонки на виживання (контактний або екстремальний автокрос). Ці традиційні змагання мають назву «Кубок Сергія Кузьменка з екстремального автокросу».
У 2011 році у місті Олександрії за сприянням Сергія Кузьменка була видана книга «Мій берег». Автори книги − чоловік і дружина Валерій Іванович Жванко (проза) та Зінаїда Володимирівна Жванко (поезія).
За фінансової підтримки Сергія Кузьменка 2012 року у Олександрії була надрукована документально-публіцистична повість рос. «Ориентир на Звезду» про Героя Радянського Союзу Антоніну Федорівну Худякову — льотчицю жіночого полку нічних бомбардувальників. Авторка книги – Тамара Мануїлівна Аноко.
У 2013 році, до свого 60-річчя, В'ячеслав Чебишев, за фінансової підтримки Сергія Кузьменка, видав збірку поезії рос. «…не поле перейти» накладом 500 примірників.

## Родина
Батько Кузьменко Анатолій Іванович (1950 р. н.), підприємець і політик, власник Товариства з обмеженою відповідальністю «УкрАгроКом»; мати — Лідія Іванівна (1955 р. н.).
Сестра Олена Фесюк (Кузьменко) (1981 р. н.).
Сергій Кузьменко одружений з Наталією Анатоліївною, виховує сина Івана (1998 р. н.) і доньку Анастасію (2009 р. н.)

## Критика
- Сергій Кузьменко 16 січня 2014 року голосував за диктаторські закони та мав би попасти під люстрацію, але під час президентства Петра Порошенка очолював ОДА.[22]
- Сергія Кузьменка звинувачують у постачанні тітушок для боротьби проти протестувальників у період Євромайдану[7].